# Planum Boreum

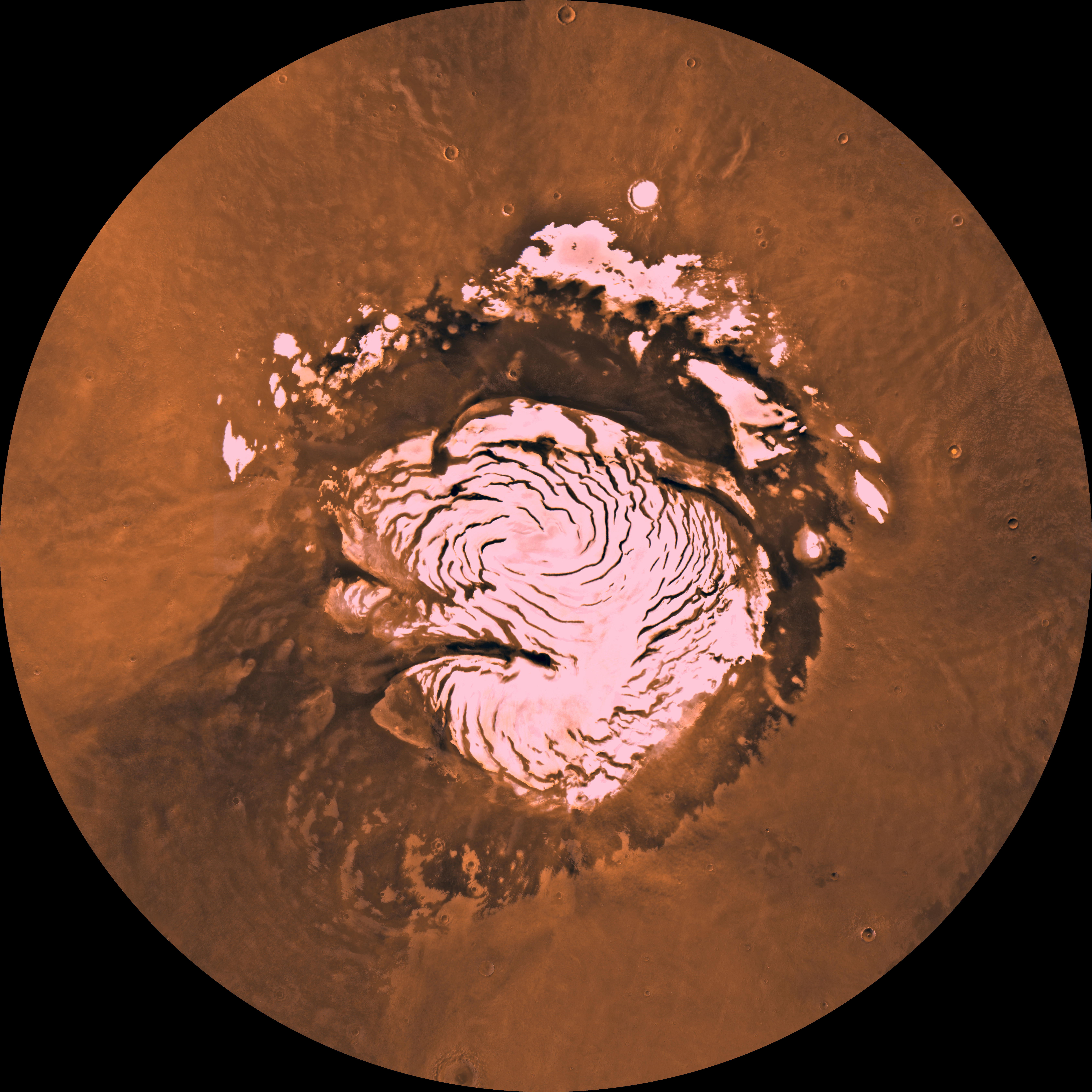
Imagem mosaico do pólo norte marciano, Programa Viking.

O Planum Boreum (do latim: "o plano setentrional") é o pólo norte do planeta Marte. Estende-se em direção ao norte desde a latitude 80°N sendo centrado nas coordenadas 88.0ºN, 15.0ºE. Rodeando os altos planaltos polares existem planícies  conhecidas como Vastitas Borealis, que se estendem por aproximadamente 1.500 km para o sul, dominando o hemisfério norte marciano. Em 1999, o Telescópio espacial Hubble capturou um ciclone na região. O diâmetro desta área é de 1.750 km, com um olho de 320 km de diâmetro.

## Capa polar

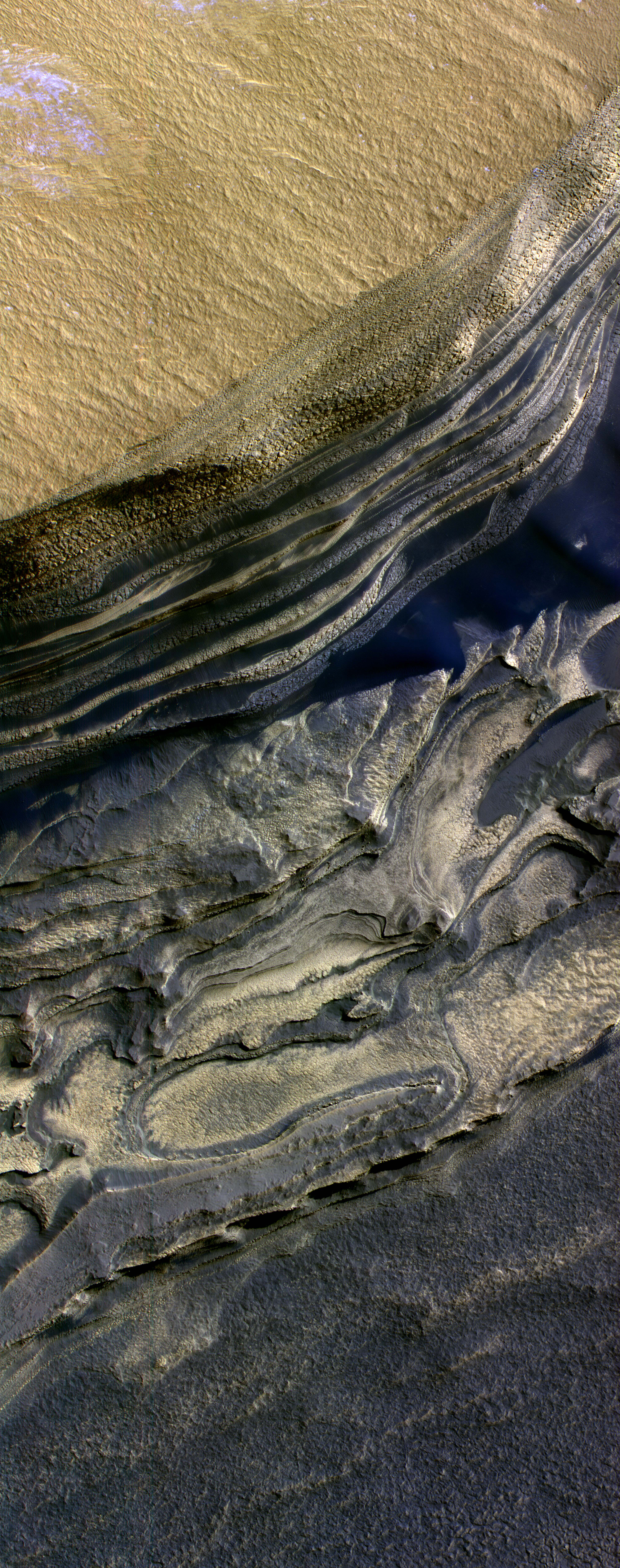
Imagem em falsa cor obtida pela Mars Reconnaissance Orbiter de parte da Chasma Boreale, um cânion na capa de gelo polar. As áreas em marrom claro são camadas de pó superficiais e as áreas em azul são camadas de gelo carbônico e água. Padrões geométricos regulares indicam altas concentrações de água congelada.

O Planum Boreum abriga uma calota polar de gelo permanente, principalmente de água e dióxido de carbono. Este tem um volume de 1,2 km³ e cobre uma área de aproximadamente duas vezes o tamanho da Espanha. Seu raio mede 600 km. A espessura máxima da camada de gelo é 3 km. Os patrões de espiral na calota foram principalmente desenhados por fortes ventos e sublimação.
A composição da superfície da calota polar do norte na primavera (depois da acumulação de gelo seco durante o inverno) foi estudada desde a órbita. As partes mais externas da camada de gelo estão contaminadas por pó (0.15% da massa total) sendo formadas majoritariamente por gelo de água. À medida que se avança em direção ao pólo, o gelo de água superficial desce e é substituído por gelo seco. A pureza do gelo aumenta. No pólo, o gelo da estação consiste em, essencialmente, gelo seco puro com pequenos conteúdos em pó e 30 ppm de gelo de água.

Os planos do norte de Marte são o objetivo da futura missão Phoenix da NASA, lançada em 2007, fazendo as explorações da superfície de Marte em 2008. A calota polar de Marte foi sugerida como lugar de aterrissagem para uma expedição humana por Landis e por Cockell .

## Acidentes do terreno

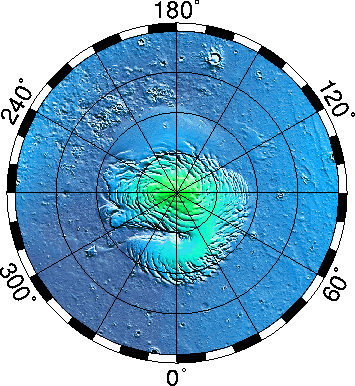
Mapa topográfico do pólo norte marciano. Note-se como o Planum Boreum se eleva sobre as terras baixas circundantes.

O principal acidente geográfico do Planum Boreum é uma longa fissura ou cânion chamado de Chasma Boreale. O cânion mede mais de 100 km de largura, e apresenta elevações que atingem os 2 km de altura. Para comparar, o Grande Canyon do Colorado tem aproximadamente 1,6 km de profundidade em alguns lugares, e mede 446 km de extensão mas somente 24 km de largura. O Chasma Boreale está escavado em depósitos polares e gelo, como os encontrados na Groenlândia. Planum Boreum encontra-se circundado por grandes terrenos de dunas arenosas, que se estendem desde 75°N até 85°N. Estes campos de dunas recebem os nomes de Olympia Undae, Abalos Undae e Hyperboreae Undae. Olympia Undae, o mais longo de todos, cobrindo as longitudes compreendidas entre 100°E to 240°E. Abalos Undae cobre desde 261°E até 280°E, e Hyperboreale Undae estende-se desde 311°E até 341°E.

## Avalanches

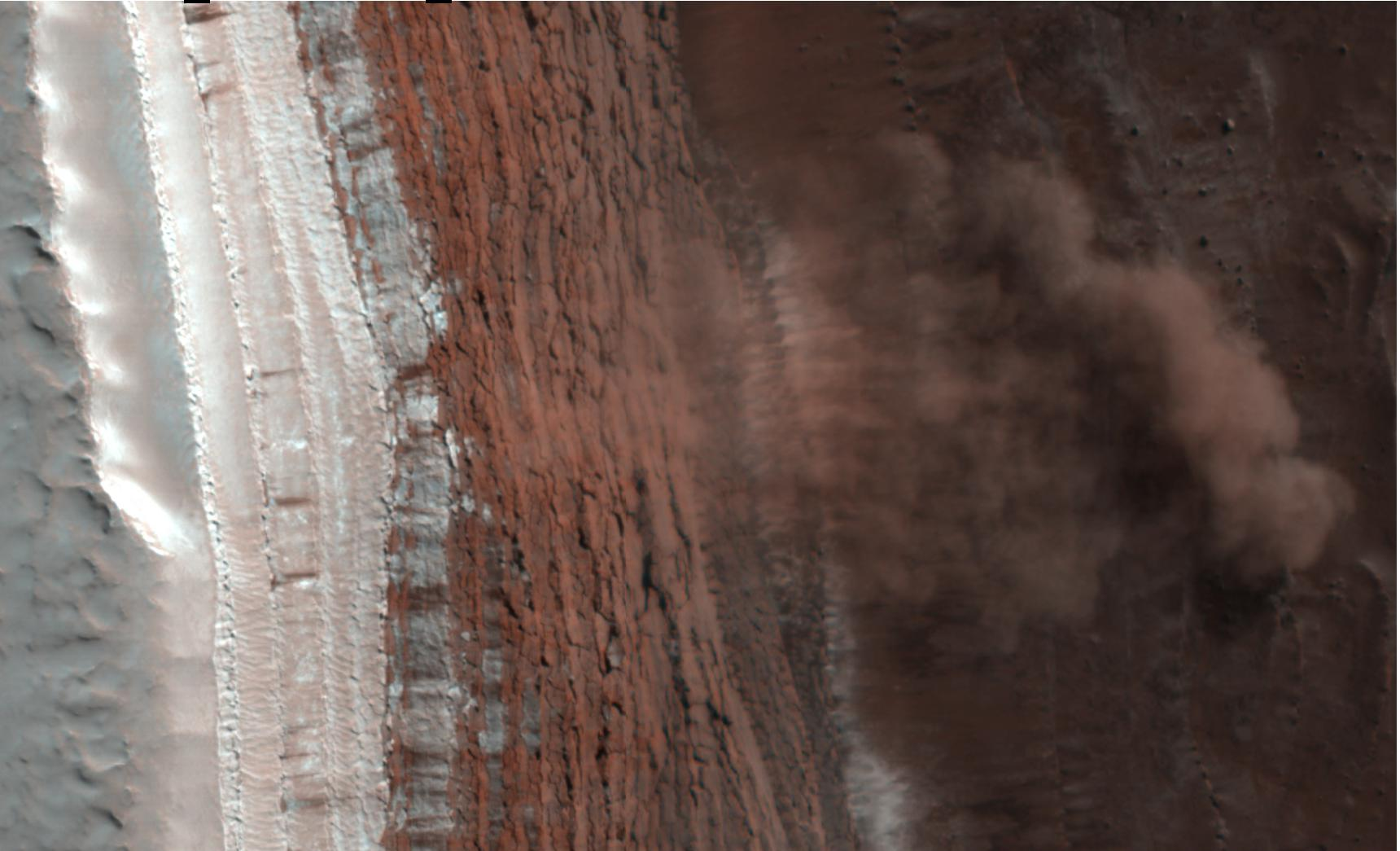
Fotografia em falsa cor da avalanche marciana.

Em fevereiro de 2008 uma observação do HiRISE capturou quatro avalanches em um desfiladeiro de 700 metros. Uma nuvem de fina poeira ascendeu a 180 metros e se espalhou a 190 metros da base da montanha. As camadas avermelhadas são conhecidas por ser rochas ricas em gelo de água enquanto camadas brancas são formadas por dióxido de carbono congelado. Supõe-se que o deslizamento originou se da camada vermelha superior. Observações posteriores estão planejadas para determinar a natureza dessa avalanche.